# Materiały i Dokumenty do Dziejów Nauki Polskiej w Czasie II Wojny Światowej
Materiały i Dokumenty do Dziejów Nauki Polskiej w Czasie II Wojny Światowej – rocznik wydawany w latach 1980-1987 przez Związek Bojowników o Wolność i Demokrację. Koło przy Polskiej Akademii Nauk. Redaktorem naczelnym był Zygmunt Kolankowski i Leon Łoś.